# Туга (башенный комплекс)
Туга (чечен. Тlуга) — средневековый замковый комплекс расположен в селении Туга (Итум-Калинский район) в 33,5 км к юго-западу от районного центра Итум-Кали, в верхней части восточного склона Майстинского хребта на левом берегу реки Майстойн-ахк. Датируется XIV—XVI веками.

## Описание
Башенный комплекс Туга расположен на 500 метров выше к северо-западу от нижнего Туга. В состав комплекса входят жилые башни № 1-4 и святилище-мавзолей (Кашков) № 1-2.
Жилые башни комплекса находятся в полуразрушенном состоянии. Кровля и перекрытия отсутствуют. В ста метрах южнее башен расположены два святилища-мавзолея Кашков. Один из них имеет двухскатно-ступенчатую кровлю, другой утратил крышу. Жилые башни комплекса и святилищ Кашков располагаются внутри кладбища, были возведены по заказу жителей села. В Туга проживали талантливые мастера строители башен Батаг, Чонкар и другие. Они работали не только в Чечне, но и приглашались в горную Грузию. Их всегда щедро одаривали скотом, тканями, оружием, порохом, металлами за качественно выполненную работу.
Святилище-мавзолей Кашков (XIV—XVI веков, ущелье Малхиста) — это открытое с фасада строение с прямоугольной основой и двускатно-ступенчатой крышей, вытянутое по контуру с севера на юг, размером 4 × 6,2 м. Высота от пола до гребня кровли 5,5 м. Стены уложены из обтёсанного камня и плиток сланца на известковом растворе. Толщина стен составляет 0,65 м. Входная часть фасада, шириной 2,61 м, сверху имеет форму стрельчатой арки. В данное время она заложена каменными плитами. Прямо над аркой находится узкая треугольная ниша, выше которой — ромбообразный узор из 9-ти маленьких квадратов. Над ними, под самым гребнем кровли, в форме декора вмещена каменная баранья голова. Такие же формы декора были по обе стороны стрельчатой арки; из них левая разрушена, но следы её хорошо видны. В центре пола устроен лаз, ведущий в подземный склеп тех же размеров, что и верхняя камера, высотой 1,5 м.
В замковом комплексе Туга представлены образцы чеченского средневекового жилого и погребального зодчества. Входит в структурное подразделение Аргунского-музея заповедника.